# Rhododendron milleri
Rhododendron milleri är en ljungväxtart som beskrevs av Graham Charles George Argent. Rhododendron milleri ingår i släktet rododendron, och familjen ljungväxter. Inga underarter finns listade i Catalogue of Life.